# Роэн, Адольф
Адольф Эжен Габриэль Роэн (фр. Adolphe Eugène Gabriel Roehn; 5 марта 1780, Париж — 1867, Малакофф , О-де-Сен) — французский живописец, рисовальщик, литограф, педагог.

## Биография

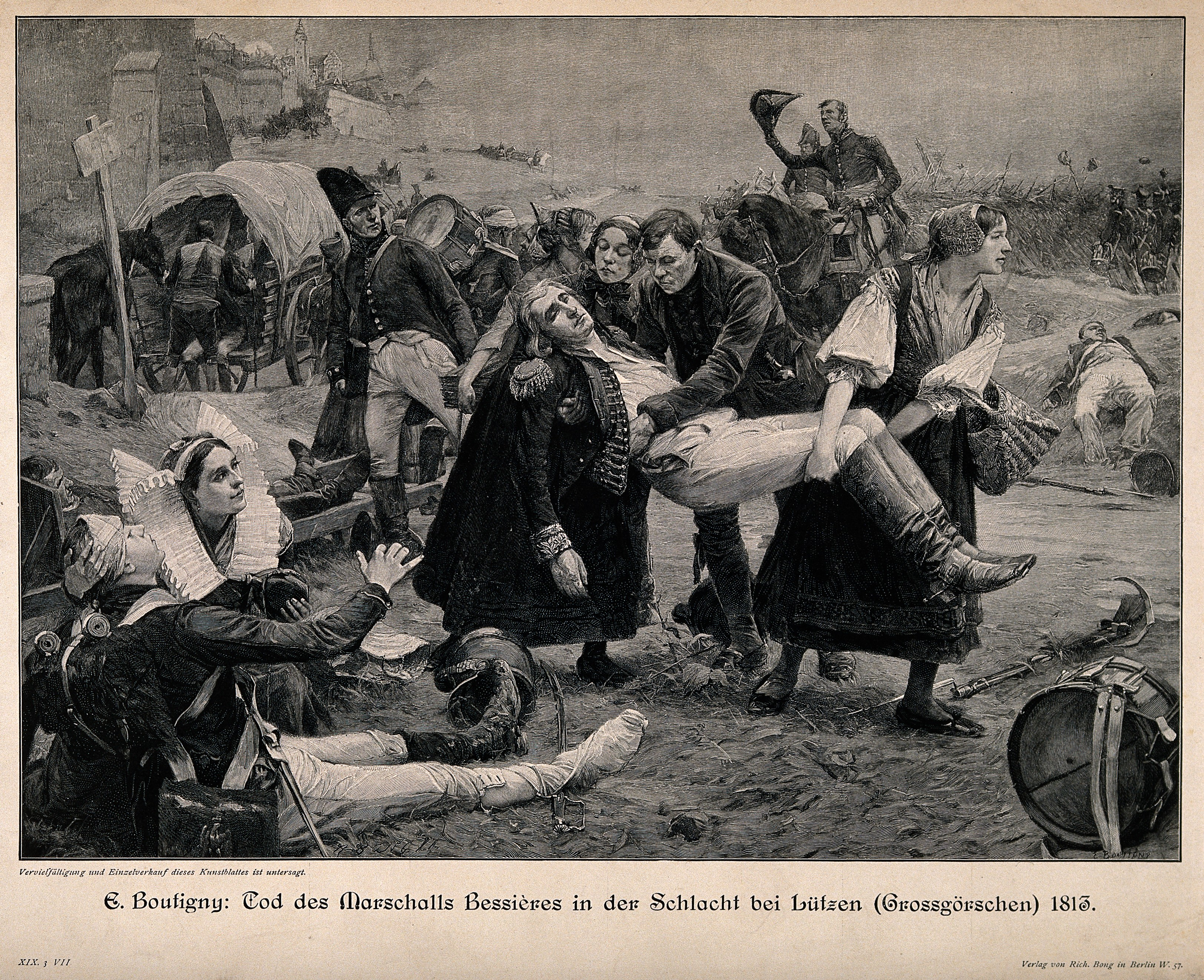
Военный госпиталь французов в Мариенбурге. Июнь 1807 года

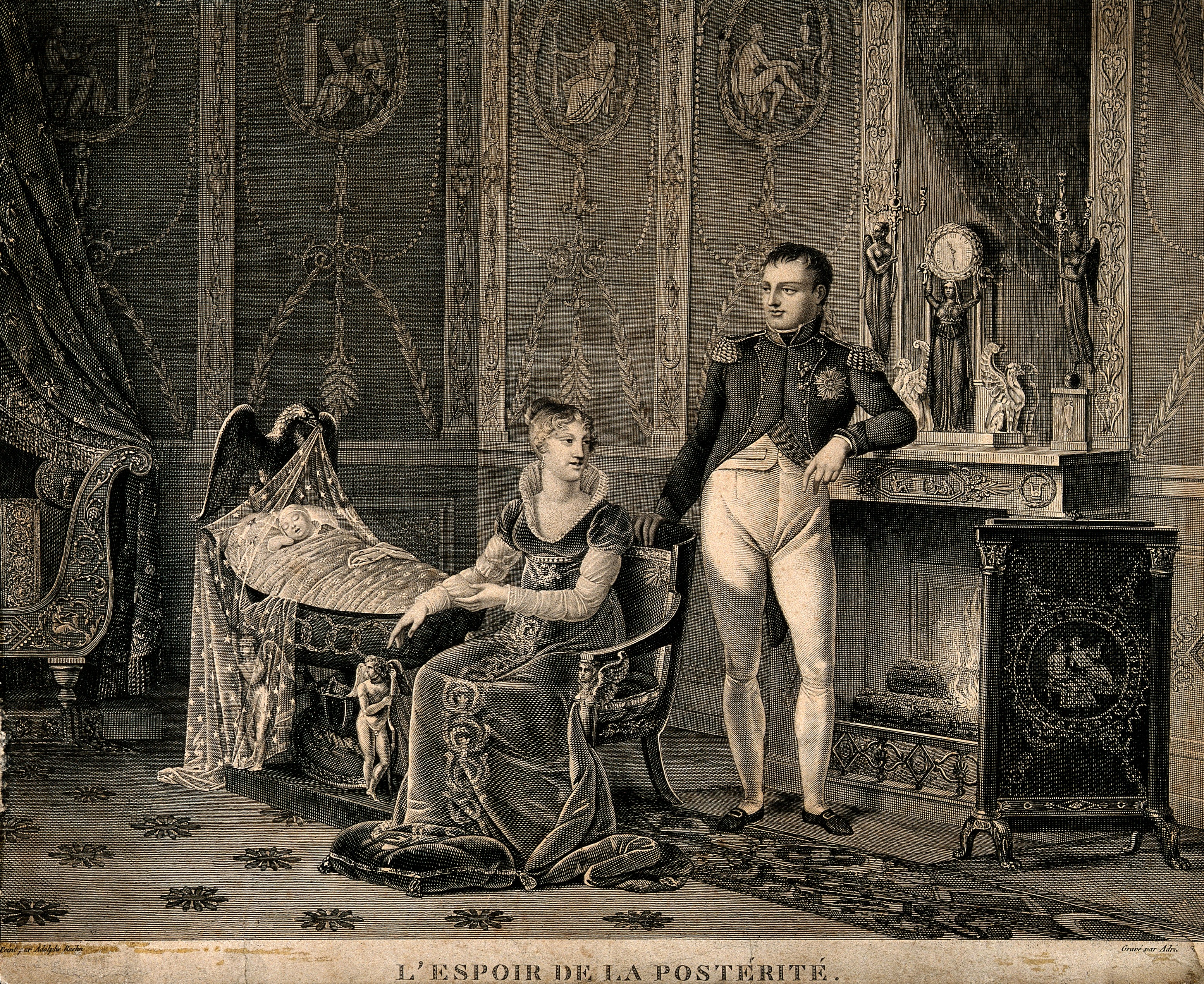
Наполеон, императрица Мария-Луиза и их сын, Наполеон II.

Специального художественного образования не получил. С 1831 года создал собственную мастерскую, преподавал рисунок в парижской школе Louis-Legrand для женщин.
Автор картин на исторические и батальные сюжеты, жанровых сцен, портретов, полотен, изображающих интерьеры с фигурами.
Выставлял свои полотна на парижском Салоне с 1799 по 1866 год. Был награждён серебряной медалью на салоне 1810 г. , затем золотой медалью на выставке в 1819 году. Кроме того, удостоен ещё двух медалей на выставках в Лилле в 1824 году и Дуэ в 1826 году.
Его сын Жан Альфонс Роэн, так же как и его отец, стал известным художником.

## Избранные картины
- «Битва при Маренго», 1801

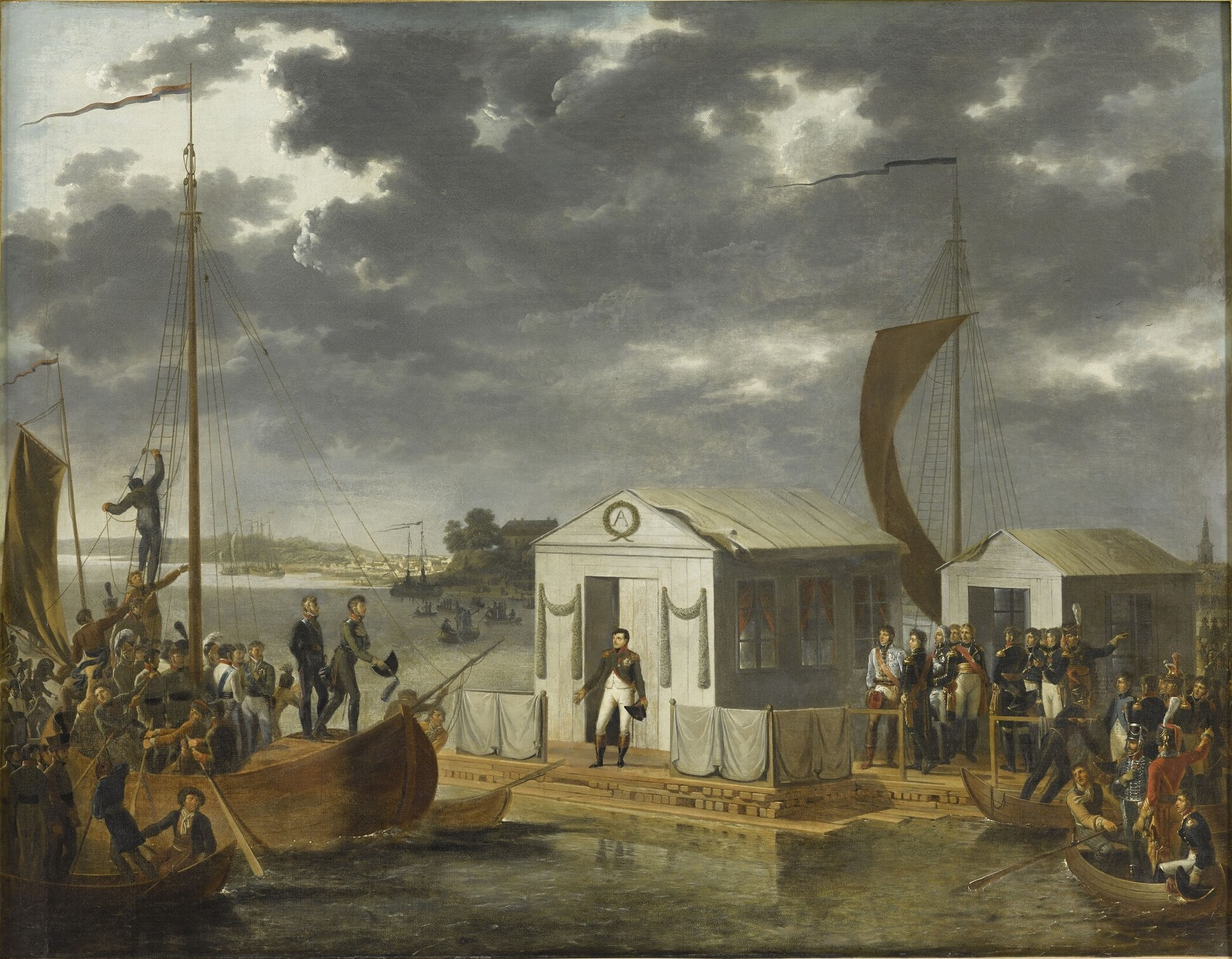
Встреча Наполеона I и Александра I на Немане 25 июня 1807 года

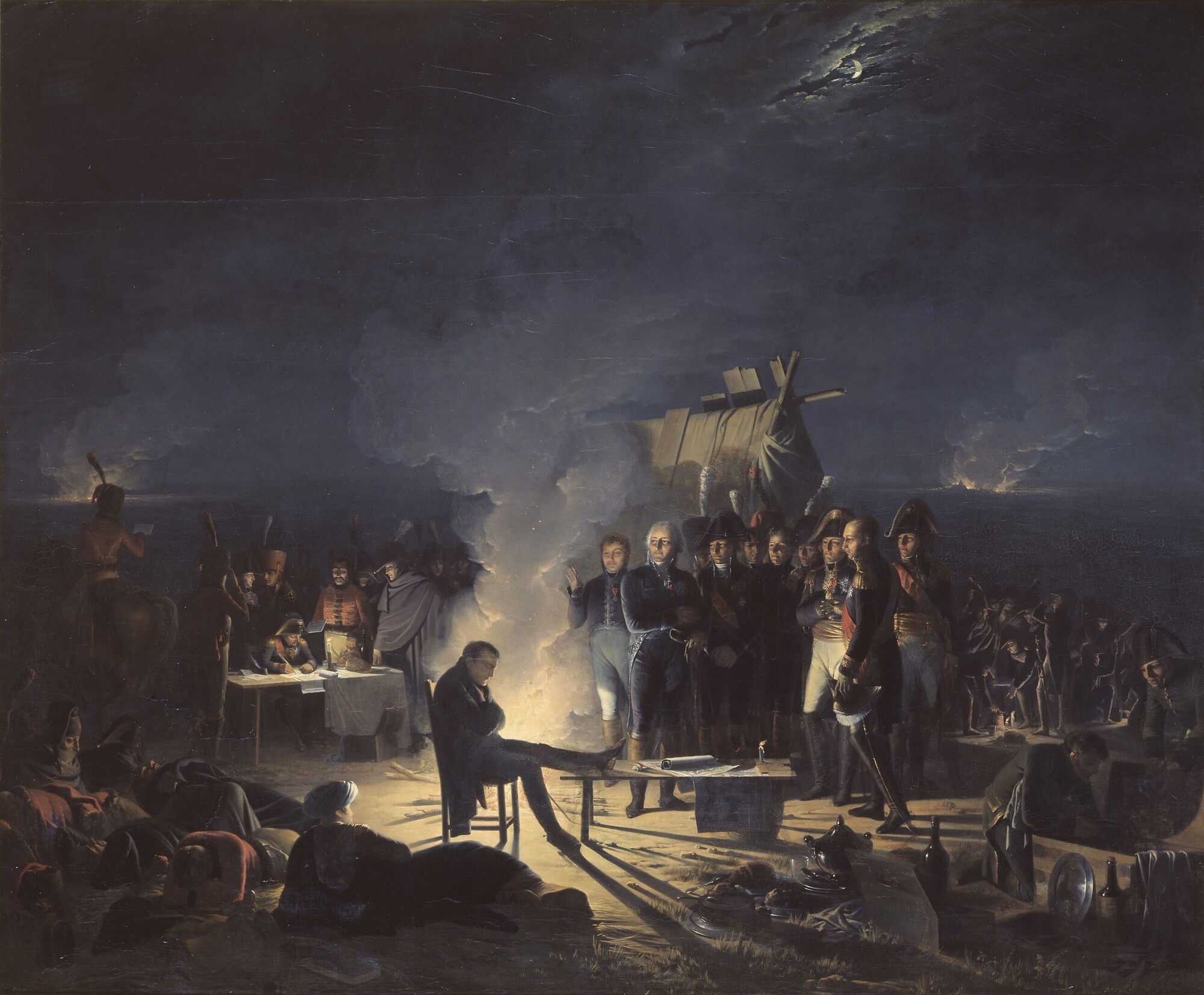
Бивуак Наполеона в ночь с 5 на 6 июля 1809 года на поле Ваграмской битвы

- «Встреча Наполеона и Александра I на Немане 25 июня 1807 года», 1808.
- «Военный госпиталь французов в Мариенбурге. Июнь 1807 года», 1808.
- «Портрет Д. Виван-Денона», 1809.
- Поле боя после битвы при Эйлау 1809 года, 1809.
- «Бивуак Наполеона в ночь с 5 на 6 июля 1809 года на поле Ваграмской битвы», 1810
- «Бонапарт принимает вражеские знамёна у Миллезимо 16 апреля 1796 года», 1812.
- «Вступление французской армии в Данциг 27 мая 1807 года», 1812.
- Буасси д’Англа, председательствующий на заседании Конвента 1 прериаля, 1830
- «Бой у Жилетта 19 октября 1793 года» , 1836.
- Взятие Пурульена 10 апреля 1793 года, 1836.
- «Вступление французской армии в Шамбери 25 сентября 1792 года», 1837.